# Amable Delaunay
Amable Delaunay, ou Aimable Delaunay, né en 1800 et mort le 6 juin 1856 à Argenteuil en Seine-et-Oise, est un peintre français. 

## Biographie
Il expose au Salon de 1831 à 1851.

## Œuvres dans les collections publiques
- Elbeuf, musée d'Elbeuf : Portrait de Bonaparte, premier consul, 1849-1850, huile sur toile[2].